# Salon
För andra betydelser, se Salon (olika betydelser).
Salon (salong) är det franska ordet för ceremoniöst rum såsom Salon d'Apollon i Louvrens kungliga palats i Paris. Där hölls utställningar med verk av den kungliga akademiens målare och skulptörer från sent 1600-tal, och ordet "salon" fick sålunda en speciell innebörd.
Ordet användes i denna mening för officiella utställningar i andra rum i Louvren och från mitten av 1800-talet för att beteckna utställningar som hölls på andra håll i Paris.